# 深巳琳子
深巳 琳子（ふかみ りんこ）は、日本の漫画家。

## 人物
これまでのところ、小学館の『ビッグコミックオリジナル』の本誌および増刊号にて作品を発表している。
『オリジナル』本誌にて連載された作品『沈夫人の料理人』が、平成16年（2004年）度の文化庁メディア芸術祭において、審査委員会推薦作品に選ばれた。

## 主な作品
- 他人の家 （ビッグコミックオリジナル増刊、単行本全2巻）
- 沈夫人の料理人 （ビッグコミックオリジナル、単行本全4巻）
- ロッシ（とニコロ）の余計なお世話 （ビッグコミックオリジナル増刊）
- 沈夫人の料理店 （ビッグコミックオリジナル増刊、単行本全2巻）